# 7064 Montesquieu
7064 Montesquieu este o planetă minoră (asteroid), cu un diametru de 13,661 km, din centura de asteroizi. A fost descoperită pe 26 iulie 1992 la Observatorul La Silla de Eric Walter Elst și a fost numită după Charles de Secondat, baron de Montesquieu. 
Obiectul prezintă o orbită caracterizată de o semiaxă mare de 3,1411438 UAi, o excentricitate de 0,15, o înclinație de 0,5623 ° în raport cu ecliptica.